# Thomas Schwechheimer
Thomas „Schwechi“ Schwechheimer (* 8. Oktober 1960) ist ein ehemaliger deutscher Amateurfußballspieler. Schwechheimer spielte für den damaligen Oberligisten (damals dritte Ligastufe) FV 09 Weinheim (heute TSG Weinheim). Schwechheimer schrieb ein Stück Pokalgeschichte, als er in der 1. Hauptrunde des DFB-Pokals 1990/91 das Tor zum 1:0-Sieg gegen den FC Bayern München schoss.

## Karriere
Schwechheimer spielte die gesamte Jugend beim FV 09 Weinheim und – abgesehen von einer Saison beim SV Waldhof Mannheim – auch im Seniorenbereich durchgehend für die Weinheimer. Am 29. Mai 1988 erzielte er beim 4:3 im Aufstiegsspiel zur 2. Bundesliga gegen den FSV Mainz zwei Tore. Weinheim verpasste aber den Aufstieg durch eine 0:2-Niederlage in Mainz. In der Saison 1983/84 der Fußball-Oberliga Baden-Württemberg war Schwechheimer Torschützenkönig.

## Pokalsieg gegen Bayern München
Der FV 09 Weinheim bekam bei der Auslosung der 1. Hauptrunde des DFB-Pokals 1990/91 mit dem FC Bayern München ein „Traumlos“. 8000 Zuschauer fanden sich am 4. August 1990 im Weinheimer Sepp-Herberger-Stadion ein, als der von Trainer Jupp Heynckes trainierte und mit fünf frischgebackenen Weltmeistern in der Startelf spielende hohe Favorit auflief. Als in der 27. Spielminute der Weinheimer Stefan Baumann im Strafraum der Bayern von Jürgen Kohler gefoult wurde, entschied Schiedsrichter Bertold Schneider auf Elfmeter. Diesen verwandelte Schwechheimer, der selbst ein Fan des FC Bayern München war und noch immer ist, sicher unten links gegen Torwart Raimond Aumann. Nach dem Spiel wurde er ins ZDF-Sportstudio eingeladen. Zur Teilnahme musste er aber von seinen Mannschaftskameraden und seinem Trainer erst überredet werden, da er lieber den Sieg mit seiner Mannschaft feiern wollte.

## Privates
Schwechheimer ist gelernter Feinblechner und arbeitete über 40 Jahre bei EvoBus in Mannheim.